# Dream of Life (альбом Кармен Макрей)
Dream of Life — студийный альбом американской певицы Кармен Макрей, выпущенный в 1998 году на лейбле Qwest Records после её смерти. Это была одна из последних сессий Макрей, сделанная в июне 1989 года в студии WDR в Кёльне, Германия, при участии коллектива WDR Big Band Köln.
За запись альбома Макрей получила номинацию на премию NAACP Image как лучший джазовый артист.
Название альбому дала песня, написанная Макрей в семнадцатилетнем возрасте и записанная её подругой и наставницей Билли Холидей в 1937 году.

## Отзывы критиков
| Оценки критиков               | Оценки критиков |
| Источник                      | Оценка          |
| ----------------------------- | --------------- |
| AllMusic                      | [ 3 ]           |
| Encyclopedia of Popular Music | [ 4 ]           |

Скотт Яноу из AllMusic: «Макрей в сопровождении биг-бэнда WDR и в исполнении аранжировок Джона Клейтона находится в прекрасной форме для участия в обширной программе. Среди лучших композиций — „In Walked Bud“, „For All We Know“, „I Didn’t Know What Time It Was“ и „You’re a Weaver of Dreams“; в последней Макрей аккомпанирует себе на фортепиано. Пианист Эрик Ганнисон является важным игроком в ансамблях, и в „Miss Brown to You“ оба — Джон Эрдли и 20-летний Рой Харгроув — исполняют соло на трубе. Редкая возможность услышать Макрей в сопровождении такого большого оркестра».

## Список композиций
1. «In Walked Bud» (Джон Хендрикс, Телониус Монк) — 2:44
2. «Sunday» (Честер Конн, Бенни Крюгер, Нед Миллер, Джул Стайн) — 7:03
3. «For All We Know» (Дж . Фред Кутс, Сэм М. Льюис) — 3:25
4. «I Have the Feeling I’ve Been Here Before» (Алан Бергман, Мэрилин Бергман, Роджер Келлауэй) — 5:18
5. «I Didn’t Know What Time It Was» (Лоренц Харт, Ричард Роджерс) — 3:51
6. «A Song for You» (Леон Расселл) — 3:26
7. «Miss Brown to You» (Ральф Рейнджер, Лео Робин, Ричард А. Уайтинг) — 4:02
8. «Dream of Life» (Лютер Хендерсон, Кармен Макрей) — 5:04
9. «What Can I Say After I Say I’m Sorry?» (Уолтер Дональдсон, Эйб Лайман) — 4:08
10. «If the Moon Turns Green» (Пол Коутс, Берни Ханиген) — 3:30
11. «You’re a Weaver of Dreams» (Джек Эллиотт, Виктор Янг) — 2:59

## Участники записи
- Кармен Макрей — вокал
- Джон Клейтон — Аранжировка, дирижер (треков: с 1 по 10)
- WDR Big Band Cologne — бэнд
- Джон Фон Олен — барабаны
- Эрик Ганнисон — фортепиано
- Харальд Розенштейн, Хайнер Виберни, Оливье Питерс, Рольф Ремер — саксофон
- Бернт Лаукамп, Дэйв Хорлер, Хеннинг Берг, Рой Дьювалл — тромбон
- Клаус Остерлох, Рик Кифер — труба